# 이동평균

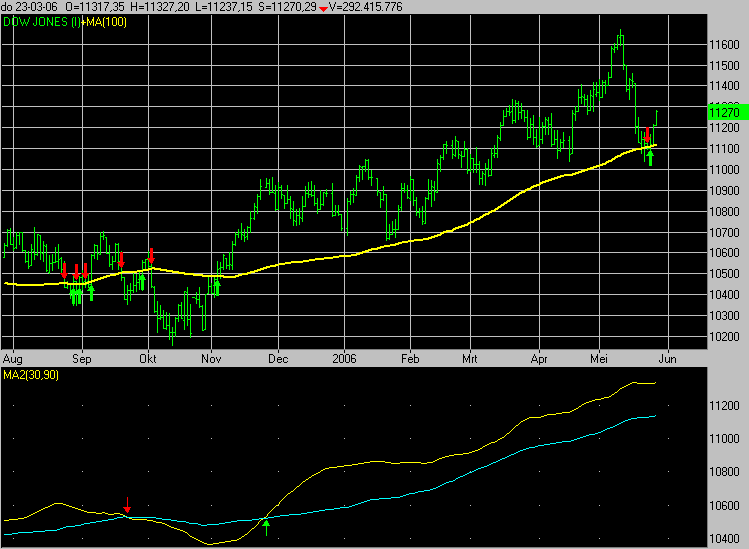
주가 기술적 분석을 위한 이동평균선 사례

이동평균(移動平均, moving average, rolling -, running -)은 전체 데이터 집합의 여러 하위 집합에 대한 일련의 평균을 만들어 데이터 요소를 분석하는 계산이다. 이동산술평균(Moving Mean) 또는 롤링산술평균(Rolling Mean)이라고도 하며 유한 임펄스 응답 필터 유형이다. 단순이동평균, 누적이동평균, 가중이동평균이 있다.
일련의 연속된 숫자와 고정된 부분 집합 크기가 주어지면, 이동 평균의 첫 번째 요소는 연속된 숫자의 첫 고정 부분 집합의 평균을 취하여 구한다. 그런 다음 "앞으로 이동"하여 하위 집합을 변경한다. 즉, 부분 집합의 첫 번째 숫자를 제외하고 연속된 숫자의 다음 값을 포함시킨다.

## 단순이동평균

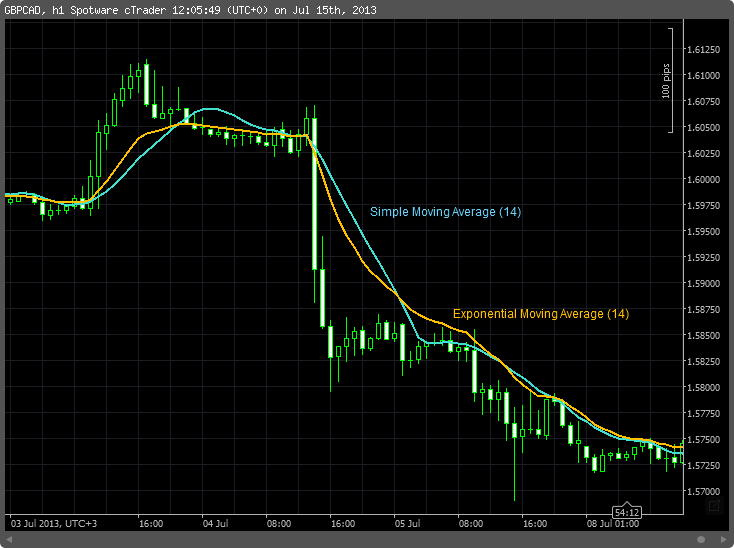

금융 분야에서 단순이동평균(Simple Moving Average)은 이전 n개 데이터의 비가중 평균이다. 그러나 과학 및 공학 분야에서 평균은 일반적으로 중앙 값의 양쪽에 있는 동일한 수의 데이터에서 가져온다. 이로써 평균의 변동은 시간이 아닌 데이터의 변동과 일치하게 된다.
동일한 가중치가 적용되는 대표적인 단순이동평균의 사례는 주식시장에서 n일 동안의 주가에 대해 이전 n일의 종가의 평균이다. 그 가격이 {\displaystyle p_{M},p_{M-1},\dots ,p_{M-(n-1)}} 일 경우 공식은 다음과 같다.
{\displaystyle {\begin{aligned}{\overline {p}}_{\text{SM}}&={\frac {p_{M}+p_{M-1}+\cdots +p_{M-(n-1)}}{n}}\\&={\frac {1}{n}}\sum _{i=0}^{n-1}p_{M-i}.\end{aligned}}}
연속적인 값을 계산할 때 새로운 값이 합산되고 가장 오래된 값이 제거되므로 이와 같이 간단한 경우에는 매번 전체 합산이 필요하지 않다.
{\displaystyle {\overline {p}}_{\text{SM}}={\overline {p}}_{{\text{SM}},{\text{prev}}}+{\frac {1}{n}}(p_{M}-p_{M-n}).}
선택하는 기간은 단기, 중기 또는 장기와 같은 관심있는 이동 유형에 따라 다르다. 금융 용어에서 이동평균 수준은 하락장에서의 지지 또는 상승장에서의 저항으로 해석될 수 있다.
단순이동평균의 주요 단점은 단기적인 신호를 상당히 많이 놓칠 수 있다는 것이다. 최악의 경우 완전히 뒤집힌 결과가 나타날 수도 있다. 이로 인해 데이터의 저점 위치에 고점이 나타나는 예기치 않은 결과가 발생할 수 있다. 또한 일부 빈번한 변동이 제대로 제거되지 않아서 결과가 예상보다 부드럽지 않을 수 있다.

## 누적이동평균
누적이동평균(Cumulative moving average)에서, 데이터는 순서화된 데이텀 스트림에 도달하고, 사용자는 현재 데이텀 포인트까지 모든 데이터의 평균을 얻고자 한다. 예를 들어, 투자자는 특정 주식에 대한 현재까지 모든 주식 거래의 평균 가격을 원할 수 있다. 각각의 새로운 트랜잭션이 발생할 때, 트랜잭션시의 평균 가격 누적 평균을 사용하여 그 지점까지의 모든 거래에 대해 계산될 수 있고, 일반적으로 균등하게 가중된 N 값들의 시퀀스인 {\displaystyle x_{1}.\ldots ,x_{n}}의 현재까지 평균은 다음과 같다.
{\displaystyle {\textit {CMA}}_{n}={{x_{1}+\cdots +x_{n}} \over n}\,.}

## 가중이동평균
가중평균은 샘플 창의 다른 위치에 있는 데이터에 다른 가중치를 부여하기 위해 계수를 곱한 평균이다. 수학적으로 가중이동평균은 고정 가중 함수를 사용한 기준점의 합성곱이다. 응용 분야 중 하나는 디지털 그래픽 이미지에서 모자이크를 제거하는 것이다. 금융 데이터의 기술적 분석에서 가중이동평균(Weighted Moving Average)은 등차수열에서 가중치가 감소한다는 특별한 의미를 갖는다. n 일 가중이동평균에서 최신 날짜의 가중치는 n 이고 두 번째 최신 날짜의 가중치는 n - 1이며 계속해서 가중치가 1이 될 때까지 줄어든다.
{\displaystyle {\text{WMA}}_{M}={np_{M}+(n-1)p_{M-1}+\cdots +2p_{(M-n+2)}+p_{(M-n+1)} \over n+(n-1)+\cdots +2+1}}

가중이동평균 가중치 n = 15

오른쪽 그래프는 가장 최근 데이텀 포인트에 대한 가장 높은 가중치에서 0으로 가중치가 어떻게 감소하는지 보여준다. 다음 지수 이동 평균의 가중치와 비교할 수 있다.

## 지수이동평균

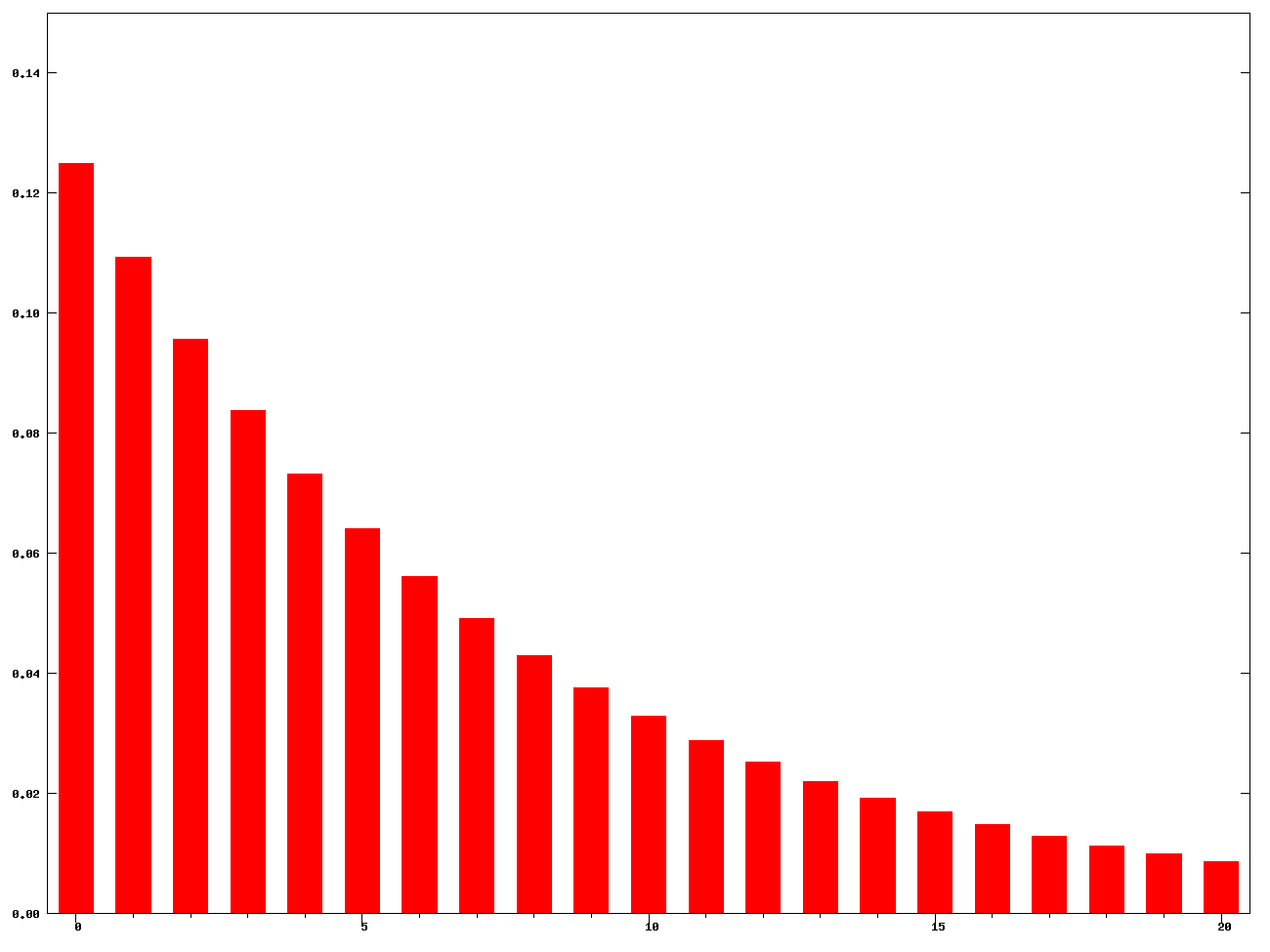
지수이동평균 가중치 N = 15

지수이동평균(Exponential Moving Average) 또는 지수가중이동평균(Exponentially Weighted Moving Average)은 지수적으로 감소하는 가중치를 적용하는 1차 무한 임펄스 응답 필터다. 이 경우 오래된 데이터에 대한 가중치는 기하 급수적으로 감소하지만 0이 되지는 않는다. 오른쪽 그래프는 가중치 감소의 예를 보여준다.
급수 Y에 대한 가중이동평균은 재귀적으로 계산할 수 있다.
{\displaystyle S_{t}={\begin{cases}Y_{1},&t=1\\\alpha \cdot Y_{t}+(1-\alpha )\cdot S_{t-1},&t>1\end{cases}}}
- 계수 α는 0과 1 사이의 평활상수로 가중치 감소 정도를 나타냅니다. α 가 클수록 오래된 관측치가 더 빨리 감소된다.
- Y t는 기간 t 에서의 값이다.
- S t는 임의의 기간 t 에서의 지수이동평균 값이다.

### 단순이동평균과 지수이동평균의 관계
응용 분야에 따라 권장되는 값은 있지만 선택해야 할 "허용된" {\displaystyle \alpha }값은 없다. 일반적으로 사용되는 {\displaystyle \alpha }값은 {\displaystyle 2/(N+1)} 다. 이는 {\displaystyle \alpha _{\mathrm {EMA} }=2/\left(N_{\mathrm {SMA} }+1\right)} 일 때 단순이동평균과 지수이동평균의 가중치가 같은 값을 갖기 때문이다.

## 이동평균 회귀모형
이동평균 회귀모형에서 관심 변수는 관찰되지 않은 독립 오차 항의 가중이동평균이라고 가정한다. 이동평균의 가중치는 추정할 매개 변수다.
이 두 개념은 종종 이름으로 인해 혼동되고 많은 유사점이 있지만 각각의 고유한 방법을 나타내며 매우 다른 상황에서 사용된다.

## 같이 보기
- 지수 평활법
- MACD
- 마팅게일